# 서토골랜드
서토골랜드(영어: Western Togoland)는 2020년 9월 1일에 가나에서 독립을 선언한 미승인국이다.

## 역사
서토골랜드는 토고와 함께 독일령이었다가 독일 제국이 제1차 세계대전에서 패전하자 영국의 식민지가 되었다.
독일 제국은 1884년에 토골란트 보호령을 설립했다. 독일의 통치하에서 보호령은 모범적인 식민지 또는 머스터콜로니로 여겨졌고 황금기를 경험했다. 1914년의 1차 세계대전 동안, 영국과 프랑스는 보호국을 침략했다. 독일의 패배와 베르사유 조약 체결 이후, 토골란트의 서쪽 지역은 영국의 위임통치령이 되었고, 동쪽 지역은 프랑스령 토골란트가 되었다. 제2차 세계 대전 이후 영국령 토고는 영국의 통치하에 있던 유엔 신탁통치령이 되었다. 1956년 영국령 토고 국민투표에서 토고 서부의 58%가 1957년 가나의 독립에 찬성했다.
2017년 5월 9일, 국토연구재단은 토고 서부의 독립을 선언하려 했으나 실패했다. 2019년 5월 7일, 볼타 분리주의 단체인 국토연구그룹 재단(HSGF/FGEP)의 국가 임원인 엠마누엘 아그보르는 이 단체가 민병대를 가지고 있었다는 주장을 거부했다.

## 독립
2020년 9월 25일, 분리주의자들은 가나 보안군이 볼타 지역의 북통구 지역의 경찰서를 공격한 후 볼타 지역을 떠날 것을 요구했다. 가나로부터의 분리를 선언한 언론 성명에서 찰스 코르미 쿠조르츠가 이끄는 국토연구그룹 재단은 이 지역에 대한 주권을 선언했다. 비록 저명한 안보 전문가 아디브 사니가 이 문제를 국가 안보 위험으로 취급할 것을 정부에 촉구했지만, 가나 정부는 이 선언을 "농담"으로 간주하며 심각하게 받아들이지 않았다. 가나 공화국은 이러한 충돌이 일어나기 전에 정보를 얻었다고 주장하지만 독립 선언 이후 충돌에서 부상자와 사망자가 발생했다. 가나 소식통들은 독립운동을 주도하는 분리주의 단체인 국토연구그룹이 통제되고 있다고 주장한다. 그러나 분리주의자들은 무기를 넘겨받아 도로를 봉쇄했다. 가나 대통령은 분리주의자들과의 협상을 부인했다.